# آلتان‌بلاغ (سلنگه)
شهرستان آلتان‌بلاغ (به زبان مغولی: Алтанбулаг сум، [Altanbulag sum]؛ ᠠᠯᠲᠠᠨ ᠪᠤᠯᠠᠭ ᠰᠤᠮᠤ، [altan bulaɣ sumu]) یک شهرستان (سُوم) در مغولستان است که در استان سلنگه واقع شده‌است.

## تقسیمات اداری
شهرستان آلتان‌بلاغ متشکل از ۳ قصبه (باغ) می‌باشد، شامل:
- بورگِدِی (مغولی: Бүргэдэй баг، [Bürgedej bag]؛ ᠪᠦᠷᠭᠦᠳᠡᠢ ᠪᠠᠭ، [bürgüdei baɣ])
- چوخ (مغولی: Цөх баг، [Cöx bag]؛ ᠴᠥᠬᠦ ᠪᠠᠭ، [čökü baɣ])
- سوبارغا (مغولی: Суварга баг، [Suvarga bag]؛ ᠰᠤᠪᠤᠷᠭ᠎ᠠ ᠪᠠᠭ، [suburɣ-a baɣ])